# 玉米帶
玉米帶（英語：Corn Belt）是位於美國中西部的一個地區。自1850年代以來，這一地區的生產的主要糧食作物是玉米，因此得名。許多玉米也用來作為家畜的飼料。指最近數年，這一地區的大豆產量也有很大增加。玉米地帶主要包括了愛荷華州、伊利諾伊州、印第安納州、俄亥俄州，這四個州佔美國國內玉米產量的約50%。另外威斯康星州、堪薩斯州、肯塔基州、南達科他、內布拉斯加州、密歇根州、密蘇里州、明尼蘇達州的一部份有時也被認為屬於玉米帶。

## 外部連結
- 维基共享资源上的相關多媒體資源：玉米帶